# Emil Kolozsvári Grandpierre
Emil Kolozsvári Grandpierre (15. ledna 1907, Kluž – 11. května 1992, Budapešť) byl maďarský spisovatel, překladatel a kritik, jeden z nejčtenějších maďarských spisovatelů své doby.

## Život
Emil Kolozsvári Grandpierre se narodil roku 1907 v tehdejším Rakousko-Uherském Sedmihradsku ve městě Kluž. V roce 1924 se přestěhoval do Budapešti.
Vystudoval Fakultu humanitních studií pětikostelské univerzity, studoval italštinu, francouzštinu a filozofii. Mimo jiné pracoval ve školství a v dramatickém oboru Maďarského rozhlasu, ze kterého byl během II. světové války vyloučen.

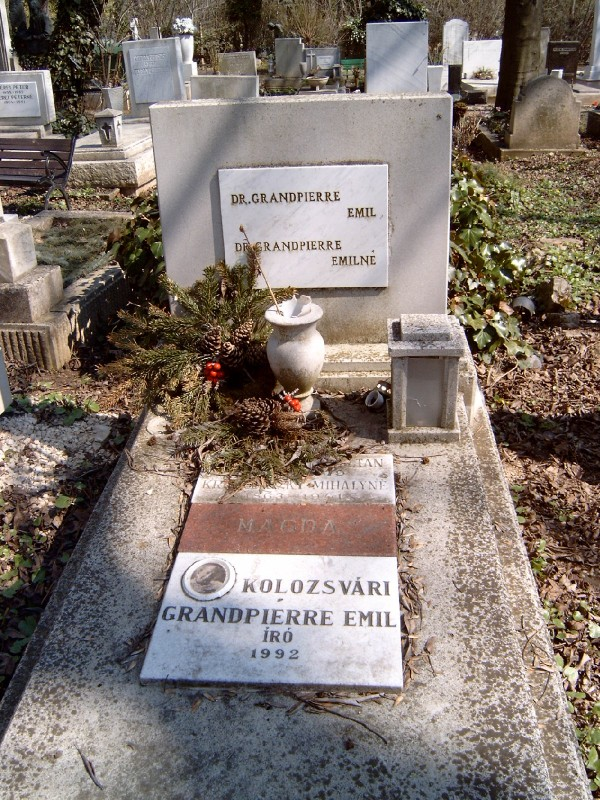
Hrob E. K. Grandpierra na Budapešťském hřbitově Farkasrét

V letech 1933 a 1934 získal Baumgartenovu cenu, cenu Jozséfa Attily obdržel v roce 1964 a 1975. V roce 1980 získal dále Kossuthovu cenu.

## Dílo
Svůj první román Síto napsal v roce 1931, ve věku 24 let.
V České republice se staly jeho nejčtenějšími romány Ženy v drobném (1970) a Dialog s osudem (1962).
Dalšími významnými romány jsou:
- Velký muž (1936)
- Lásky Dr. Csibrákiho (1937)
- Včera (1942)
- Obálka (1965)
- Kapky rosy (1974)
- Pouta a přátelé (1979)

Napsal také několik úspěšných esejí.